# Archanthemis
Archanthemis es un género de plantas con flores perteneciente a la familia Asteraceae. Tiene 4 especies descritas.

## Taxonomía
El género fue descrito por Lo Presti & Oberpr. y publicado en Taxón 59(5): 1454. 2010.

## Especies
- Archanthemis calcarea
- Archanthemis fruticulosa
- Archanthemis marschalliana
- Archanthemis trotzkiana